# Brigittenau
Brigittenau () è il ventesimo distretto di Vienna, in Austria (in tedesco: XX. Bezirk, Brigittenau).